# Charlie Miller (chercheur)
Ne doit pas être confondu avec Charlie Miller.
Pour les articles homonymes, voir Charles Miller et Miller.
Charles Miller est chercheur en sécurité des systèmes d'information chez Uber,. Il a travaillé 5 ans pour la National Security Agency.
Il est connu pour avoir identifié des failles de sécurité sur les produits Apple.

## Sources
- (en) Cet article est partiellement ou en totalité issu de l’article de Wikipédia en anglais intitulé « Charlie Miller (security researcher) » (voir la liste des auteurs).